# Robert de St Agatha
Robert de St Agatha (auch Robert de Sancta Agatha) († nach Juli 1257) war ein englischer Geistlicher. 1256 wurde er zum Bischof von Carlisle gewählt, doch er lehnte die Wahl ab.

## Leben
Über Robert de St Agatha ist wenig bekannt. Er diente als Offizial von Henry of Lexinton, Bischof von Lincoln. Dazu war er Archidiakon von Northumberland, als er nach dem Tod von Bischof Thomas de Vipont vom Kathedralkapitel von Carlisle zum Bischof von Carlisle gewählt wurde. Ende 1256 lehnte er jedoch die Wahl ab. Wenig später wechselte er als Archidiakon nach Durham.